# Полевой воробей
Полево́й воробе́й (лат. Passer montanus) — широко распространённая птица семейства воробьиных, близкий родственник обитателя городов домового воробья. В отличие от последнего, в меньшей степени зависим от человека. Встречается на окраинах населённых пунктов, в заброшенных селениях и вблизи от посевов зерновых культур, садов и виноградников. В дикой природе распространён в светлых лесах, кустарниковых зарослях и степи. Несколько мельче домового воробья, отличается от него в первую очередь коричневой шапочкой на голове, отчётливыми чёрными пятнами на белых щеках, значительно меньшим по размеру чёрным «нагрудником» на горле и воротничком белых перьев по бокам шеи.
Стайная птица, ведёт оседлый, иногда кочующий образ жизни. Старается не гнездиться поблизости с более крупным домовым воробьём, с которым иногда конкурирует за удобные места гнездования. В местах, где популяции обоих видов пересекаются, полевой и домовой воробьи при кормёжке на полях и лугах могут держаться вместе, образуя смешанные стаи. Первоначально евразийский вид, был интродуцирован в Северную Америку, Австралию и некоторые острова Тихого океана. Гнездится в дуплах деревьев, старых гнёздах птиц и норах млекопитающих, в населённых пунктах под крышами домов. Охотно занимает дуплянки. Питается растительной и животной пищей. Обычный, местами многочисленный вид. Другие русские названия — красноголовый, деревенский воробей.

## Описание
Мелкий, изящный воробей. Длина тела 12,5 — 14 см. Имеет внешнее сходство с самцом домового воробья, с которым его объединяют буровато-рыжая спина с широкими чёрными полосками, беловатое брюхо, чёрные горло и уздечка, а также белая полоса на крыле. Верх головы и затылок каштанового цвета, щёки белые с отчётливым чёрным пятном на кроющих уха. Передняя часть шеи («нагрудник») тоже чёрная, однако в отличие от домового воробья пятно не такое большое и не захватывает грудь. Поясница и надхвостье охристо-бурые. Крылья тёмно-бурые с двумя тонкими белыми полосками на кроющих (у домового воробья полоса одна). Брюхо серовато-белое. Клюв летом грифельно-серый, зимой темнеет и становится почти чёрным. Радужина каряя.
Со стороны стайку полевых воробьёв можно определить по монотонности окраски, в отличие от хорошо выраженного полового диморфизма у домового воробья, самцы и самки полевого друг от друга не отличаются. Окраска самки полевого воробья похожа на окраску самца домового воробья, возможно, что по этой причине гибридизация этих двух видов происходит очень редко. Очень похожи на взрослых и молодые птицы, выделяясь несколько более бледным оперением и менее выраженным рисунком на голове. Вокализация — характерное чириканье, в сравнении с домовым воробьём скорее двусложное, резкое и более гнусавое. По земле передвигается прыжками.

## Распространение
Распространён почти на всей территории Европы и большей части Азии, за исключением районов Крайнего Севера и Ближнего Востока. В Северной Европе и Сибири поднимается до 65—72° с. ш. Преимущественно оседлый вид, однако в северных частях ареала в холодные зимы откочёвывает к югу либо концентрируется вблизи от человеческого жилья. Европейские и сибирские популяции редко встречаются в пределах крупных населённых пунктов, сторонясь многоэтажных застроек и отдавая предпочтение сельской местности, садам, паркам или естественным ландшафтам — редкому лесу, небольшим рощам, кустарниковым зарослям. В степи селится в поймах рек, где занимает норы ласточек и других птиц по обрывистым берегам. В Средней и Восточной Азии, Казахстане и на юге Сибири больше тяготеет к поселениям, в том числе и крупным — в отличие от Европы, выбирает центральные части города. В дикой природе селится среди скал, в Таджикистане поднимаясь в горы до 3500 м над уровнем моря. На Филиппинах обычен в больших городах, где его часто можно увидеть сидящим на проводах. В Австралии населённых пунктов избегает, отдавая предпочтение пригородам.

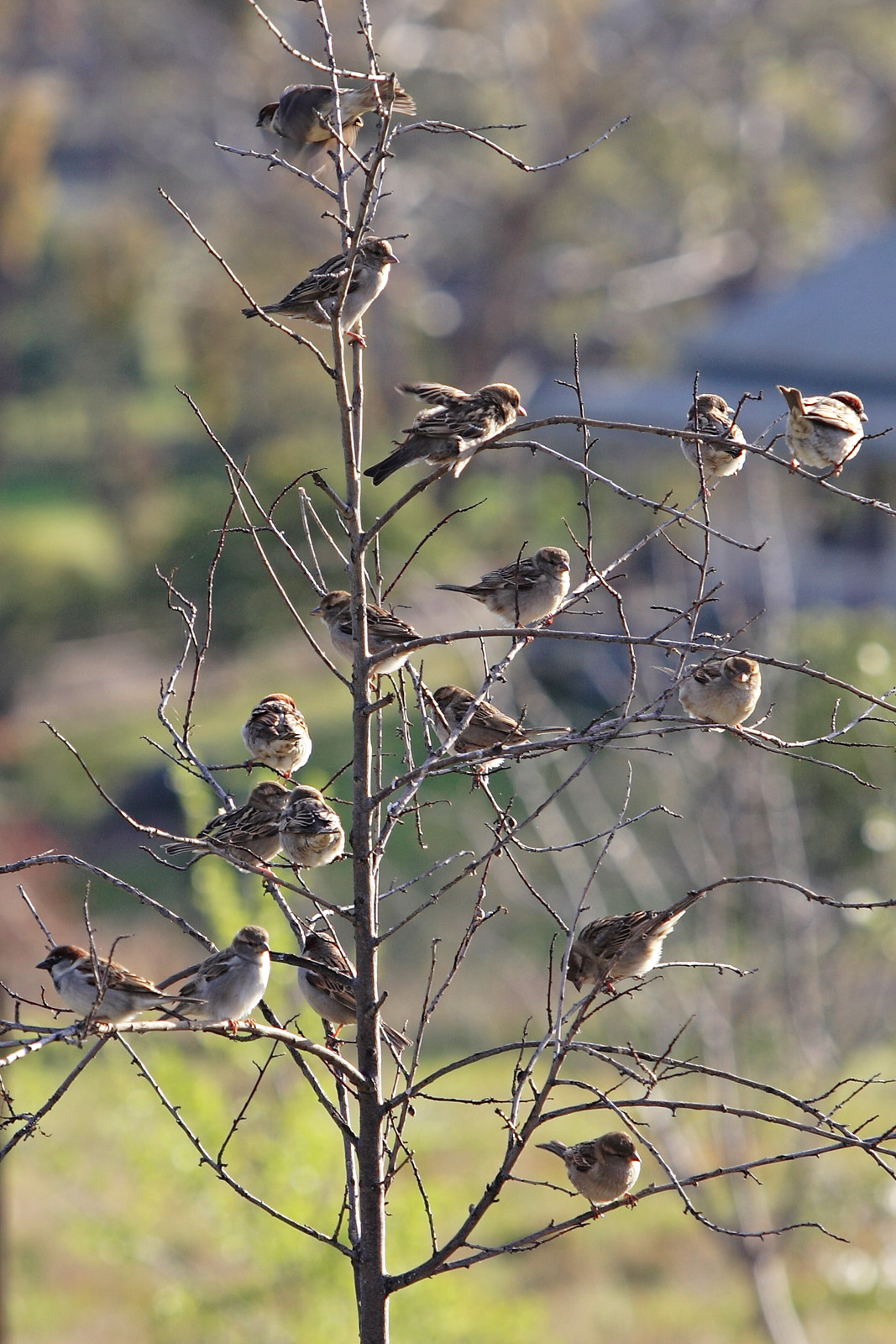
Стайка воробьёв

В период размножения, как правило, держится вблизи от хорошо увлажнённых почв и избегает интенсивно обрабатываемых сельскохозяйственных земель.
Во второй половине XX века несколько видов птиц были специально интродуцированы в Северную Америку с целью разнообразить местную орнитофауну. В 1870 году несколько птиц были доставлены из Германии и выпущены на волю в городе Сент-Луис (штат Миссури, США). В отличие от домового воробья, сизого голубя и обыкновенного скворца, полевой не распространился по всему континенту, а остался только на ограниченной территории на восточной оконечности Миссури, в западном и центральном Иллинойсе и на юго-востоке Айовы. Аналогично в промежутке между 1863 и 1870 гг этот воробей оказался в австралийском штате Виктория, где в настоящее время распространился на востоке континента.

## Размножение

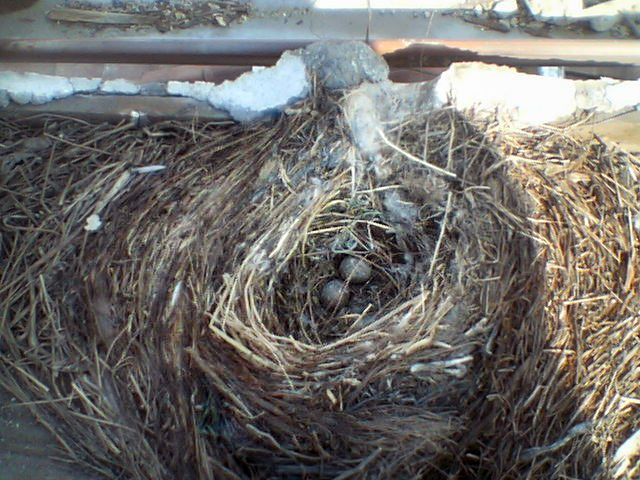
Гнездо

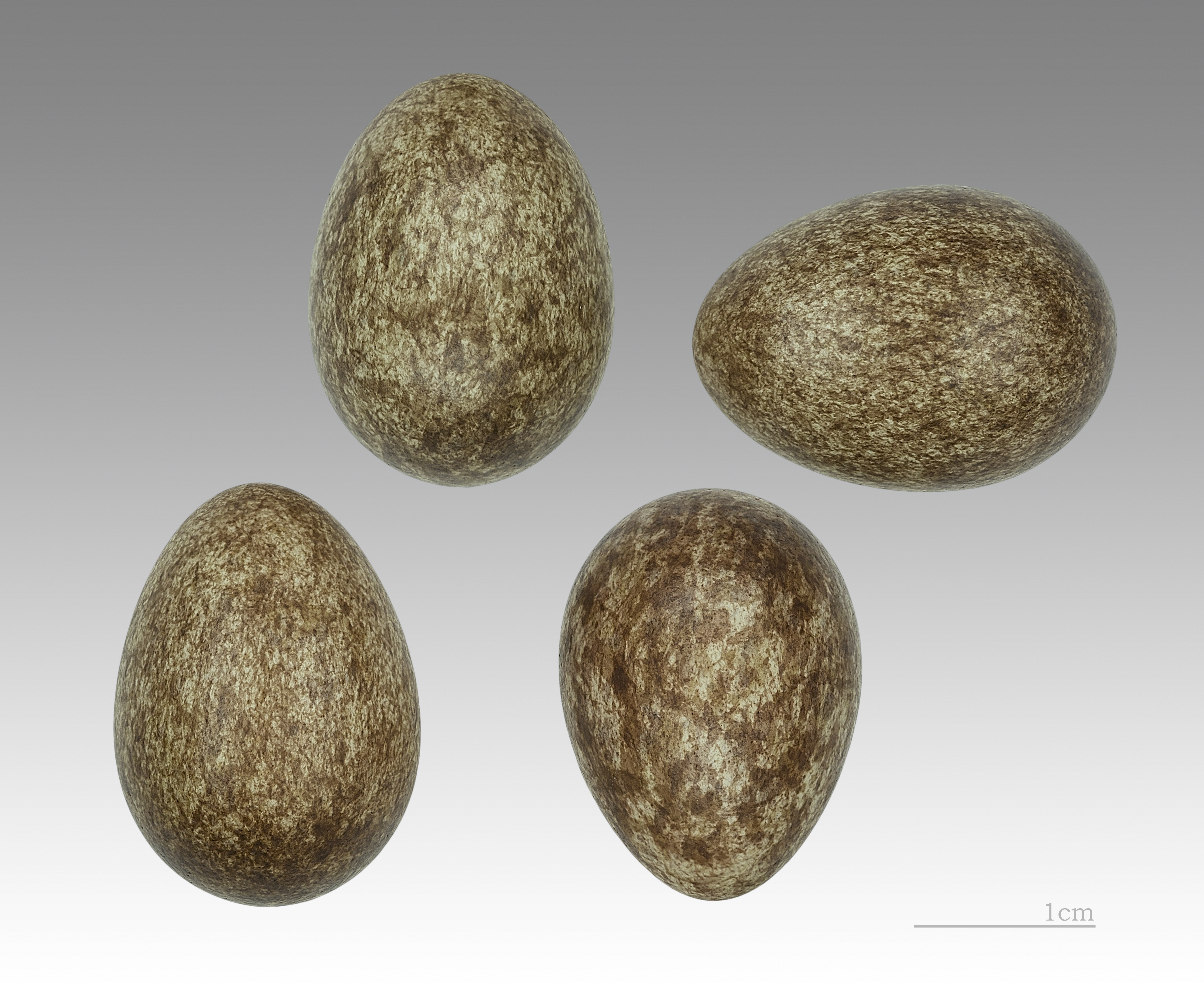
Passer montanus

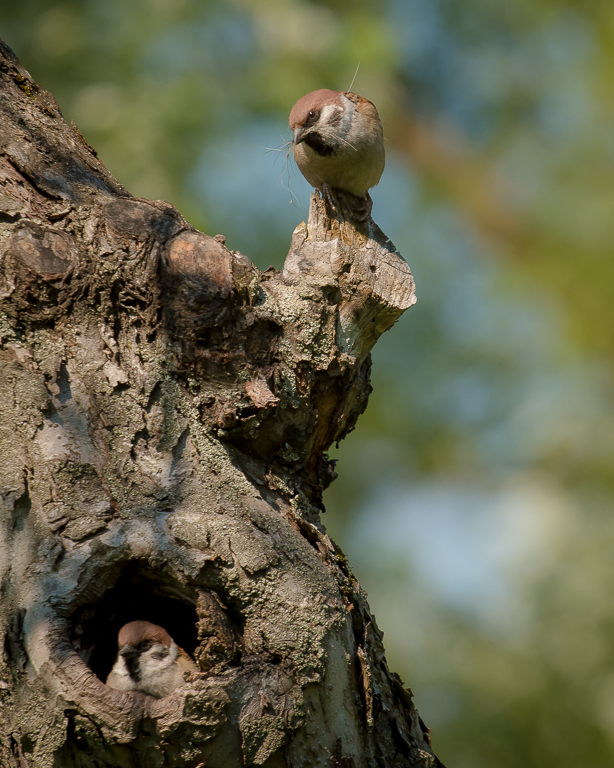
Обустройство гнезда в дупле старого дерева

Начало сезона размножения зависит от климатических факторов и доступности корма. В Европе оно обычно приходится на вторую половину марта — начало апреля и продолжается до июля, а например, на западе Малайзии в районе птицеферм строительство гнёзд начинается уже в декабре, а лётные птенцы появляются в конце мая. Обычно считается моногамом, хотя наблюдения показывают случаи совокупления с членами другой пары, что может говорить о его генетической полигамии. Так, исследования венгерских орнитологов, проведённые в колонии птиц на территории городского парка, показали, что около 9 % яиц были оплодотворены самцами чужой пары, а в 21 % случаев в гнезде находился по крайней мере один птенец, не имеющий генетического родства со своей предполагаемой матерью.
Обычно полевой воробей гнездится парами, реже колониями от нескольких до нескольких десятков пар. Гнездо устраивает в различных нишах, как природных, так и искусственных. Селится в дуплах деревьев, пустотах пней, расщелинах скал, норах птиц и млекопитающих, под крышами домов и в других укромных местах. На старом дереве с многочисленными пустотами одновременно могут гнездится до десятка пар. Известны случаи обустройства своего гнезда в основании жилых гнёзд некоторых хищных птиц — таким образом воробьи обеспечивают себе защиту от непрошенных гостей и кормятся насекомыми, которые слетаются на остатки пищи. Охотно занимают скворечники и дуплянки.
Гнездо — аккуратная шарообразная постройка с небольшим лётным отверстием, свитая из стеблей злаков или других травянистых растений, с примесью шерсти, перьев и другого мягкого материала. Оно строится довольно долго (иногда около месяца) и внешне похоже на гнездо домового воробья, хотя и несколько более грубоватое. Изнутри гнездо выстлано пухом и перьями. Диаметр гнезда около 125 мм, высота около 60 мм, диаметр лотка около 50 мм, глубина лотка около 30 мм. В году две, редко три кладки, каждая из которых содержит 3—7 (обычно 5—6) яиц. В средней полосе России яйца обычно откладываются в конце апреля или начале мая, а в июле появляются первые слётки. Окраска яиц изменчива, чаще всего белого, серого или желтовато-серого цвета с густыми мелкими крапинками и пятнами от тёмно-серого до рыжевато-бурого цвета. Встречается и однотонная буроватая или охристо-бурая окраска. Насиживают обе птицы пары поочередно, начиная с последнего яйца или чуть раньше, в течение 11—14 дней. Появившиеся на свет птенцы голые и беспомощные, за ними ухаживают оба родителя, обогревая и выкармливая преимущественно животными кормами — насекомыми и их личинками, паукообразными и другими мелкими беспозвоночными. В возрасте 15—20 дней подросшие и оперившиеся птенцы приобретают способность летать, хотя ещё в течение около двух недель подкармливаются родителями, после чего сбиваются в обособленные стайки и до холодов держатся недалеко от гнездовий.

## Питание

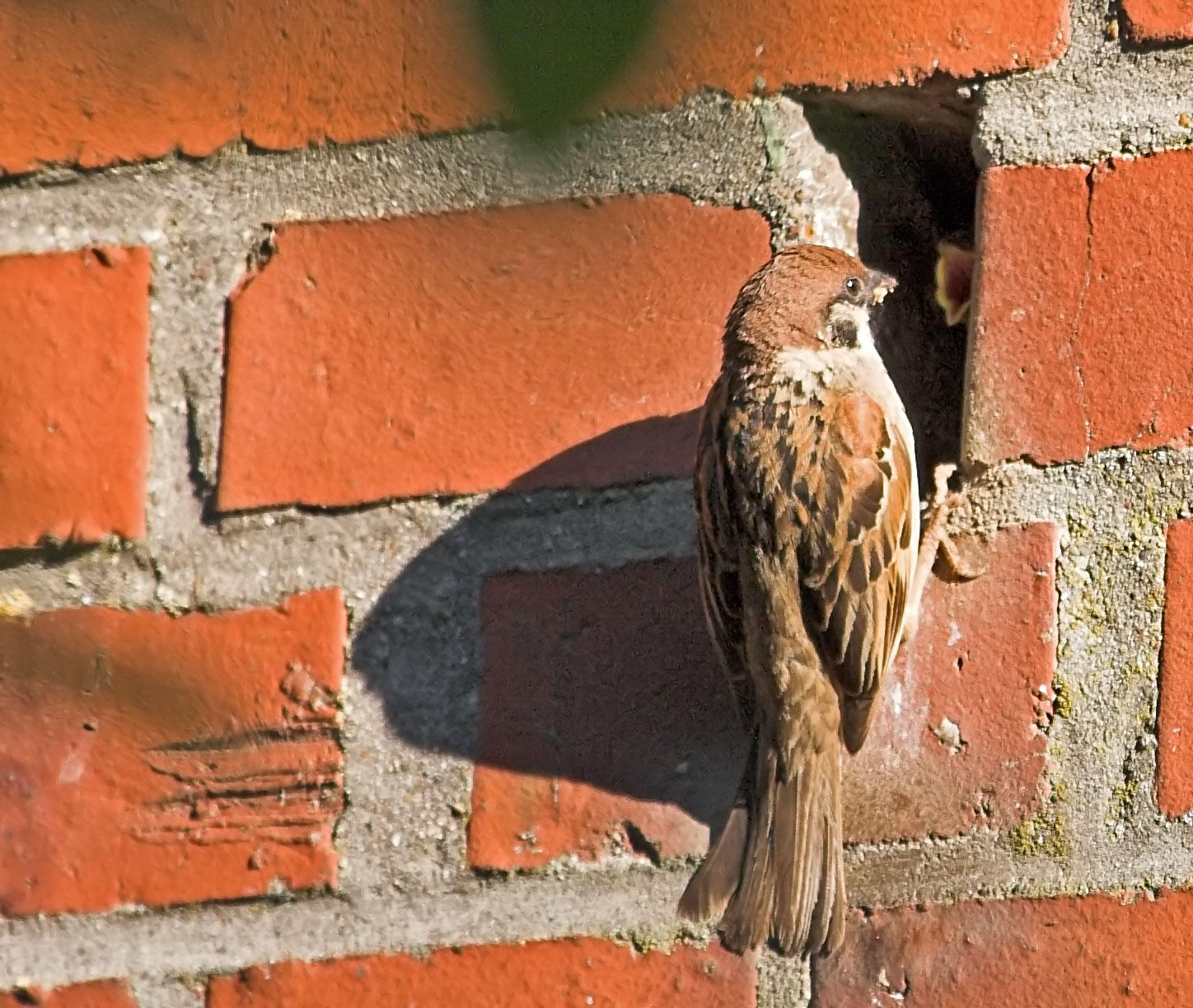
Кормление молодняка

Одной из причин широкого распространения полевого воробья является его широкий диапазон в выборе кормов, легко меняющийся в зависимости от доступности в данном районе и в определённое время года. В сезон размножения питается преимущественно животной пищей, в больших количествах уничтожая мелких беспозвоночных: насекомых и их личинок, пауков, многоножек и пр. Осенью переключается на семена и плоды растений, часто откочёвывая в места сбора урожая — плодовые сады, поля риса и других зерновых и масличных культур, виноградники. В это время большое скопление воробьёв может принести существенный ущерб сельскому хозяйству, в связи с чем в ряде регионов его считают птицей, приносящей вред. Однако методы борьбы с полевым воробьём могут принести и обратный эффект. Так, в 1950-х годах в Китае было принято решение значительно сократить численность полевого воробья путём его массового истребления. Однако полученный эффект оказался кратковременным — на следующий год размножившиеся насекомые практически уничтожили весь новый урожай. Зимой переходят на питание семенами сорняков или почками на деревьях.
В населённых пунктах воробей не боится присутствия человека и в поисках корма иногда залетает внутрь помещений. При этом он проявляет сообразительность, приноравливаясь даже к автоматически закрывающимся дверям.

## Борьба с полевым воробьём в Китае
Широко известна кампания по уничтожению полевых воробьёв как вредителей сельского хозяйства, проведённая в Китае в 1950-е годы. В ходе развёрнутой в марте-апреле 1958 года кампании только за три дня в Пекине и Шанхае было уничтожено 900 тыс. птиц, а к первой декаде ноября того же года в Китае, по неполной статистике, было истреблено 1,96 млрд воробьёв. Однако эта борьба привела к массовому распространению насекомых-вредителей весной и летом 1959 года в Шанхае, других городах и, особенно, в сельской местности. 18 марта 1960 года Мао Цзэдуном было принято личное решение о приостановке борьбы с воробьями.

## Природоохранный статус
В целом обычный и многочисленный вид. В Западной Европе в XX веке случались значительные колебания численности — так, в Великобритании с 1970 по 1998 годы популяция полевого воробья сократилась на 95 %. Предполагают, что это может быть связано c интенсификацией сельского хозяйства — усилением применения средств защиты растений (пестицидов). Полевой воробей занесён в Приложение 3 Бернской конвенции по охране дикой фауны Европы.

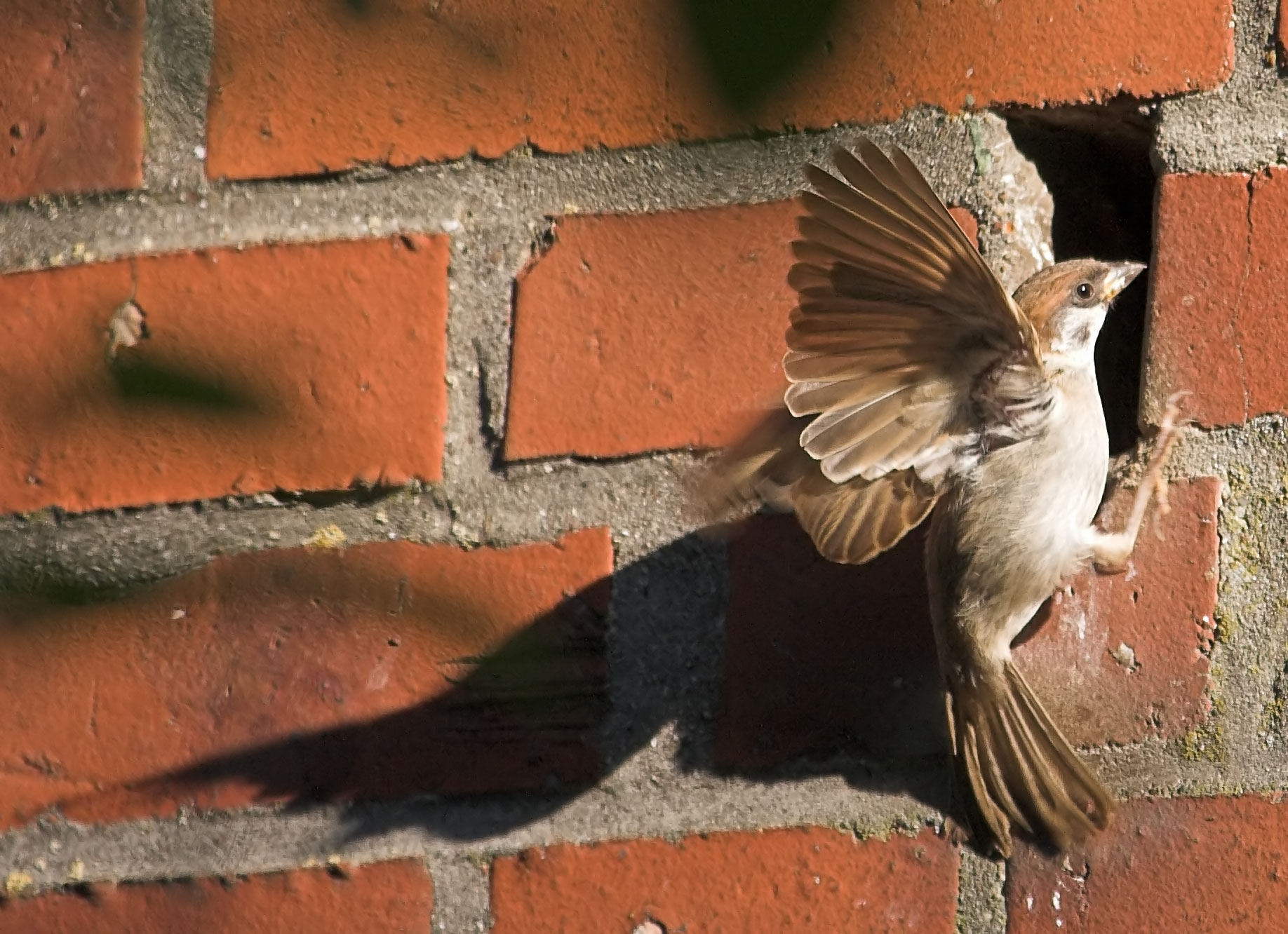
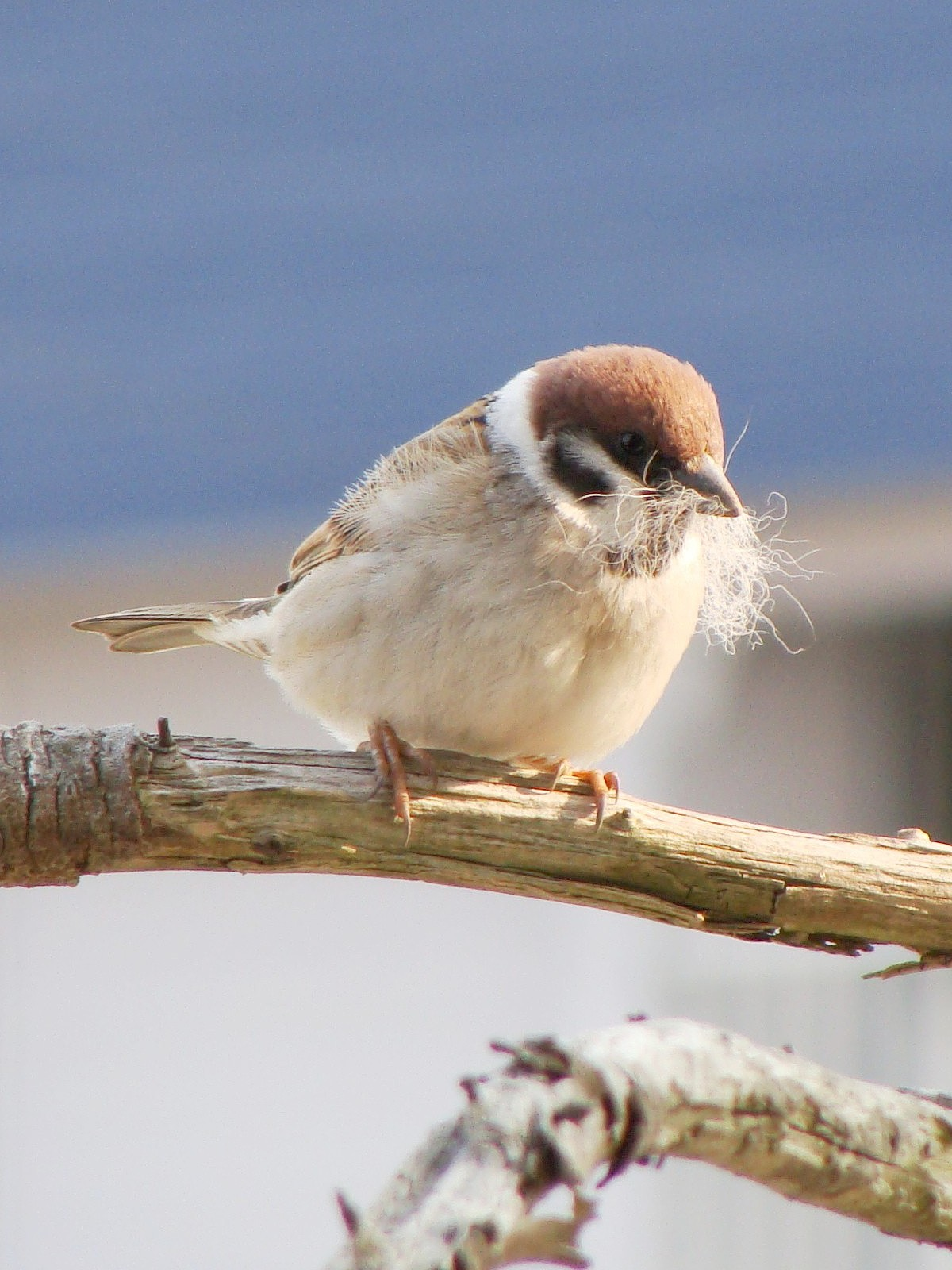
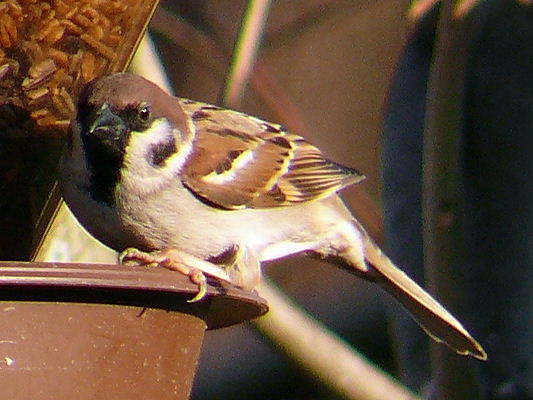
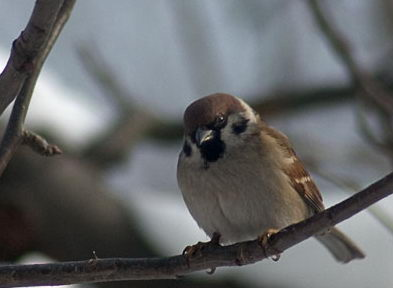

## Подвиды
В зависимости от системы классификации различают от 7 до 33 подвидов полевого воробья. В последнее время обычно выделяют 9 подвидов:
- Passer montanus montanus (Linnaeus, 1758) — номинативный подвид.
- Passer montanus dilutus Richmond, 1896
- Passer montanus dybowskii Domaniewski, 1915
- Passer montanus hepaticus Ripley, 1948
- Passer montanus kansuensis Stresemann, 1932
- Passer montanus malaccensis Dubois, 1887
- Passer montanus saturatus Stejneger, 1885
- Passer montanus tibetanus Baker, 1925
- Passer montanus transcaucasicus Buturlin, 1906